# Зальцведель
Зальцведель (нім. Salzwedel) — місто в Німеччині, розташоване в землі Саксонія-Ангальт. Районний центр однойменного району.
Площа — 304,53 км2. Населення становить 22 999 ос. (станом на 31 грудня 2021).

## Уродженці
- Герман Бубендей (1914—2005) — німецький офіцер, майор генштабу люфтваффе.